# 朱鞠內站

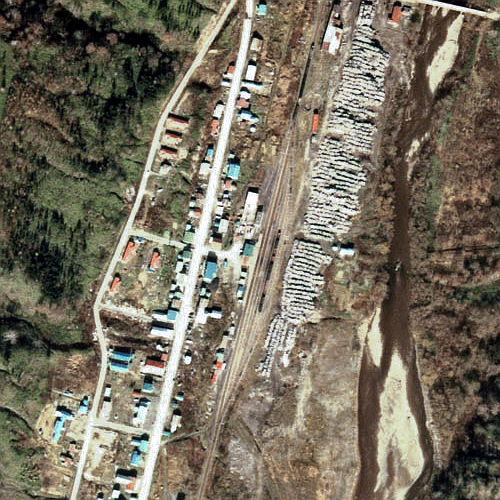
1977年的朱鞠內站與方圓約500米範圍。上方是名寄方向。圖中可看見多條副本線，車站後方設有堆場，存放了許多木材。靠近名寄一方設有機關區和轉車盤遺蹟。

朱鞠內站（日语：／ Shumarinai eki */?）是位於北海道雨龍郡幌加內町字朱鞠內，北海道旅客鐵道（JR北海道）的深名線車站（廢站）。隨著深名線廢線，車站在1995年（平成7年）9月4日廢除。

## 歷史
1932年（昭和7年）10月25日，鐵道省幌加內線添牛內至此站之間開通，此站啟用。當時為一般車站。
1933年（昭和8年），為了建設雨龍第一水壩，將會被水淹沒的地方進行伐木和搬運工作。當時，王子製紙委托川上林業株式會社，於武僧別川旁建設輕便軌道，使用汽油機車運送林木。
1941年（昭和16年）10月10日，幌加內線此站至名雨線初茶志內站（後來為天鹽彌生站）之間開通（深名線全線開通），成為中途站。同時路線名改為深名線。設置深川機關區朱鞠內支區。
昭和20年代上旬，川上林業（王子製紙）的輕便軌道廢除。1949年（昭和24年）6月1日，日本國有鐵道成立，成為日本國有鐵道車站。1950年（昭和25年）2月11日，朱鞠內機關分區廢除，變為駐泊所。
1964年（昭和39年）5月16日，朱鞠內大火使車站大樓被燒毀。8月尾，新車站大樓開始使用。
1966年（昭和41年）7月27日，從此站開始建設名羽線（朱鞠內至上流 約28公里區間），當天舉行建設工程儀式（正式動工日為29日）。
1981年（昭和56年），名羽線停止建設。1982年（昭和57年）3月29日，結束處理貨物。成為業務委託車站。
1984年（昭和59年）2月1日，結束處理行李。11月10日，成為無人車站。1987年（昭和62年）4月1日，伴隨國鐵分割民營化，車站由北海道旅客鐵道（JR北海道）營運。
1995年（平成7年）9月4日，深名線全線廢除，此站也廢除。

### 站名的由來
車站名稱取自所在地名。地名源自阿伊努語的下列說法。
| 阿伊努語     | 阿伊努語     | 意思             | 由來 |
| 片假名標記   | 羅馬化       | 意思             | 由來 |
| ------------ | ------------ | ---------------- | --- |
| スマリナイ   | sumari-nay   | 狐狸、河流       | 永田方正應可信的說法。町史與1973年（昭和48年）由國鐵北海道總局發行的《北海道 駅名の起源》也採用這個說法。當地原本住了許多狐狸而得名。 |
| スマウシペッ | suma-us-pet  | 石、很多、河流   | 松浦武四郎的該說法。 |
| スマサンナイ | suma-san-nay | 石、流出來、河流 | 松浦武四郎的該說法。 |
| スマアンペッ | suma-an-pet  | 石、有、河流     | 松浦武四郎的該說法。 |
| スマリナイ   | suma-ri-nay  | 石、高、河流     | 山田秀三的說法。但是，北海道廳的阿伊努政策推進室「阿伊努語地名列表」中指出該說法有「語法上的問題」。                                  |

## 車站構造

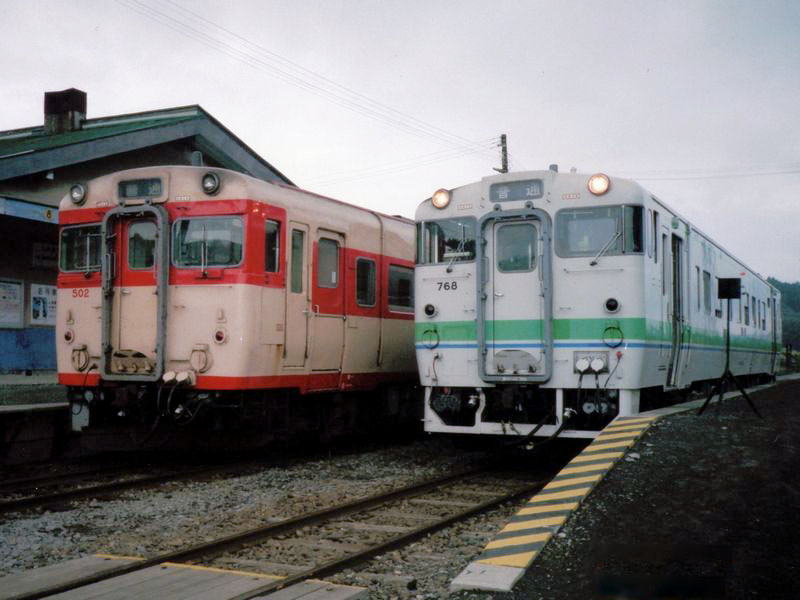
列車交會（1994年8月31日）

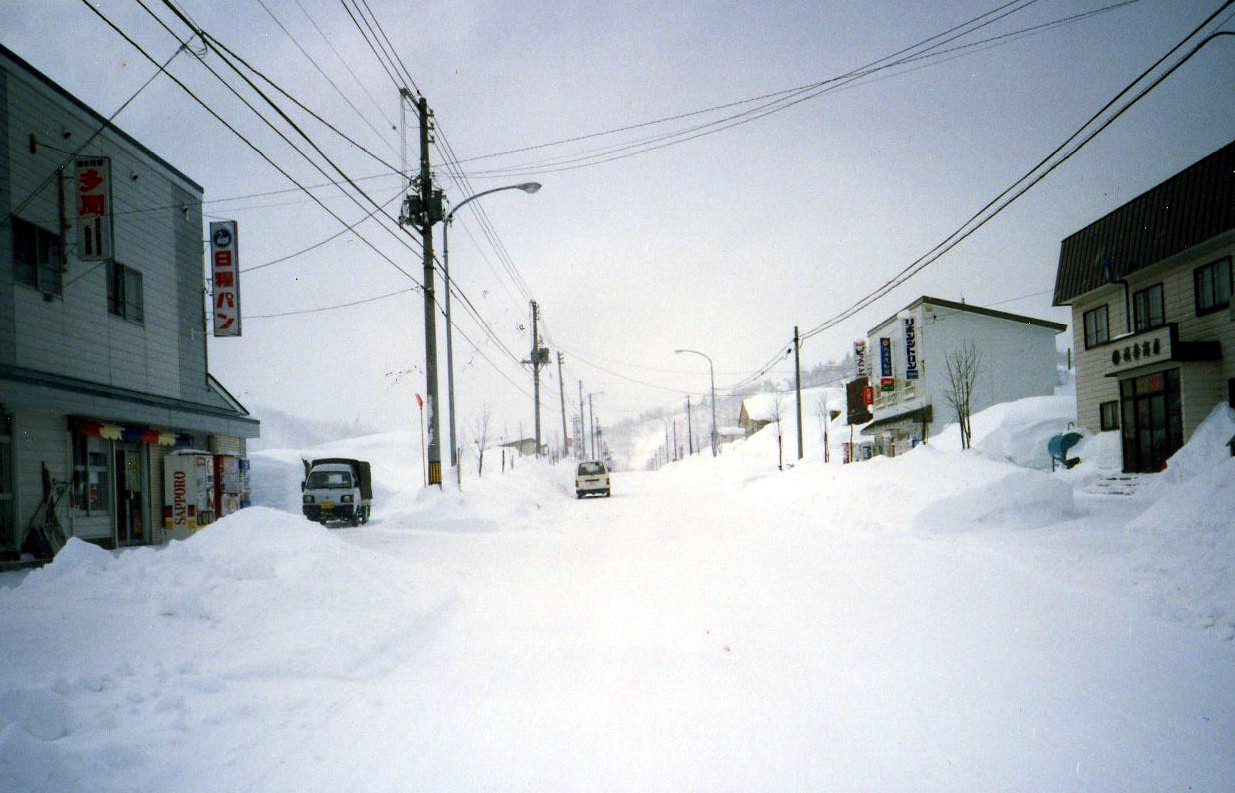
朱鞠內站前。朱鞠內是豪雪地帶（1994年2月）

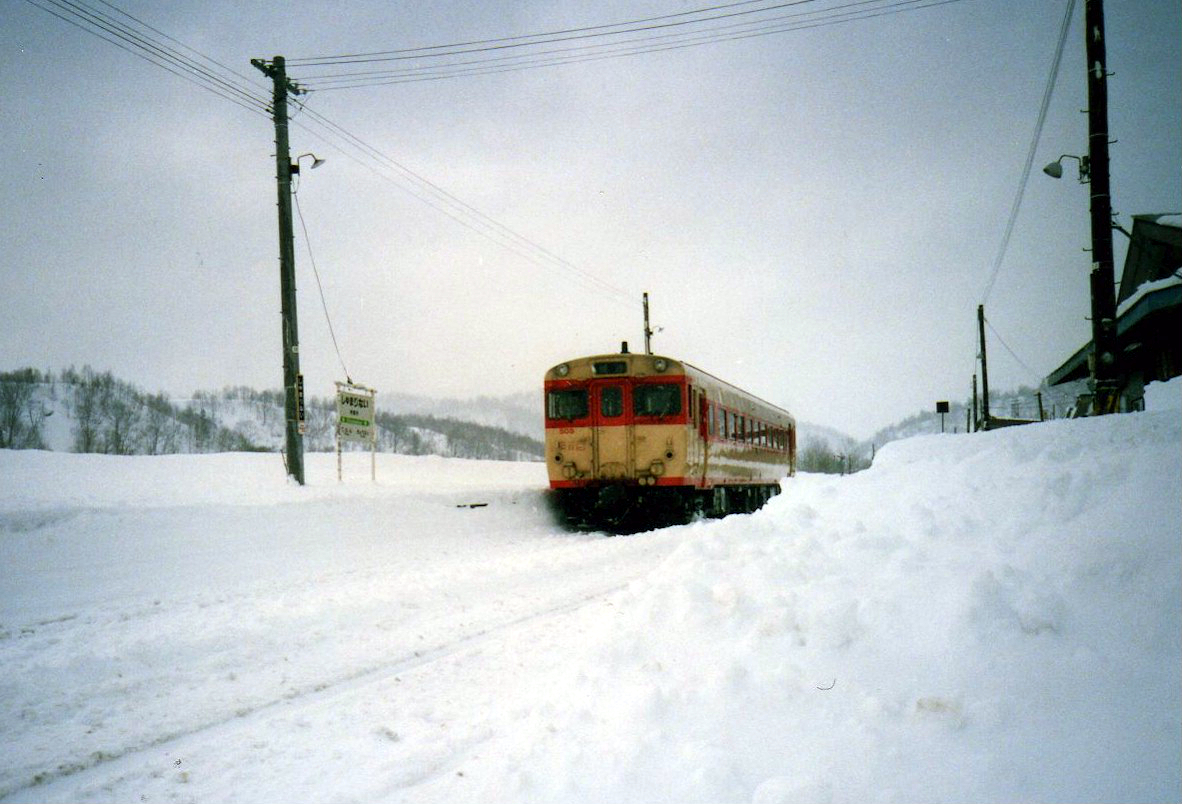
朱鞠內站內（車輛為KiHa53。1994年2月）

截至車站廢除前，車站是一座地面車站，設有2面2線的相對式月台。當時可進行列車交會。車站大樓一方的月台中央部分與對面月台南邊之間設有站內平交道連接。車站大樓一方的月台（西邊）和對面月台（東邊）都是上下行線共用。對面月台外邊設有一條側線。在名寄一方設有路軌分支往車站大樓北邊的貨物月台（缺角式月台）和一條貨物側線。截至1983年（昭和58年），站外設有3條側線。在最外側的側線靠近名寄一方設有轉車盤，該處也設有車庫。後來在1993年（平成5年）前撤走。
此站是職員配置站，車站大樓位於站內西邊，鄰接月台中央部分。車站大樓在1964年（昭和39年）發生朱鞠內大火後重建。為一座混凝土塊（耐火）建成的建築物。截至1983年（昭和58年），車站大樓內有菊花（人造花）和大樹根。此外，站內設有「我的旅程印章」]]。被燒毀的舊車站大樓是二層高的木製建築物，面積是新車站大樓的1.5倍。
此外，舊車站大樓啟用當初的規模與北母子里站的車站大樓差不多大。在1956年（昭和31年）前（日期不詳）進行了擴建。這是為了名羽線開通後作為轉乘站而準備。

## 使用狀況
- 在1981年度（昭和56年度），1日的上下車人次為48人[15]。
- 在1992年度（平成4年度），1日的上下車人次為8人[14]。

## 車站周邊
從前於湖畔站附近的三股內為朱鞠內的市中心。此站距離該處較遠，因此建設此站時，原本在三股的建築物遷移至新站，形成新市區。另外，站內南北兩端的地方都是木工場，特別是在北邊設有專用線連接三津橋木工所。
站前廣場設置了寫上「歡迎 道立朱鞠內湖公園」的鐵製招牌。
- 國道275號（美深國道）
- 北海道道528號蕗之台朱鞠內停車場線
- 朱鞠內小學
- 朱鞠內湖（日语：朱鞠内湖）（雨龍第一水壩（日语：雨竜第一ダム））
- 朱鞠內郵局
- 雨龍川[18]
- 朱鞠內川[18]。
- JR北海道巴士深名線（日语：深名線 (ジェイ・アール北海道バス)）「朱鞠內」巴士站

## 其他
- 在北海道內最大的人工湖朱鞠內湖（日语：朱鞠内湖）內建設雨龍第一、第二水壩，加上此線進行延伸工程，使車站十分熱鬧[14]。而被水淹沒的地區為了運送木材與建設物資，因此此站有許多臨時貨運列車到發[4]。在水壩建設完成後的1949年（昭和24年），宇津內站的林材貨物業務停水，貨運班次減少[4]。在翌年1950年（昭和25年），機關分區廢除[4]。
- 此站沒有列車夜間停泊，直至廢除前也沒有。上下行尾班車會以不載客列車黎方法前往幌加內站，隨後營業列車會返回深川站或旭川運輸所（日语：旭川運転所）。

## 現況
在廢站後，車站大樓變成巴士乘車室，相對式月台還存在。在2000年（平成12年）初，車站大樓還存在，同年夏天為了重用地點而把車站大樓拆毀，遺址建設了「朱鞠內社區公園」。車站大樓遺址建設了新巴士候車室、在迴旋路內的站名牌和部分路軌被遷移。
此外，截至2000年（平成12年），車站遺址靠近湖畔一方中，首個平交道附近左邊分支的未成線名羽線中還保留了路基，截至2010年（平成22年）也是同樣。

## 相鄰車站
北海道旅客鐵道（JR北海道）
深名線
共榮－朱鞠內－湖畔

## 注腳